# أنثروبولوجيا معرفية
الأنثروبولوجيا المعرفية هي علم الأعراق الذي يتناول دراسة الوظائف المعرفية ومعرفة العمليات العقلية لبعض الفئات الاجتماعية أو السكان بأكملهم. لذلك فهو يُشعر بالقلق إزاء الجزء النفسى للبشرية، للأشكال المختلفة من الفكر التي تعود بدورها إلى الأشكال الثقافية المختلفة. بتعبير أدق تتميز هذه الدراسة بدراسة العلاقات بين اللغة والفكر والتصورات والثقافة. في قاعدة هذا العلم هناك مفهوم للثقافة كنظام للمعرفة والمعتقدات والقيم. يشمل هذا التخصص قطاعات أخرى مثل علم الأعصاب وعلم النفس والأنثروبولوجيا المادية والثقافية.

## النشأة والتطور
نشأت الأنثروبولوجيا المعرفية من دراسات عالم الأعراق الألماني فرانز بواس بعد أن أسس نفسه في الولايات المتحدة في النصف الثاني من القرن التاسع عشر، حيث أسس مدرسة اللسانيات الأنثروبولوجية. خلال النصف الثاني من القرن العشرين تطورت الأنثروبولوجيا المعرفية مع لوسيان ليفى بروهل الذي حدد العلم بهدف إقامة روابط بين التواصل العقلي والتواصل اللغوي المختلف.

## العلاقة مع العواطف
في علم الإنسان المعرفى يعتبر الجانب العاطفي للإنسان مهمًا، ففي الواقع يتم دراسة كل من أعمق جزء من الرجل والجزء الأكثر سطحية، حيث يتم أخذ الأحاسيس التي يختبرها الإنسان داخل نفسه وتعبيرات الوجه المقصود منها التكاثر والتعبير عما يؤخذ في الاعتبار. تصرفات الجسم هي مرآة الفكر المعرفي والعقل.
وبالتالي يتم اعتبار العاطفة من خلال الأنثروبولوجيا المعرفية، وهي حالة ذهنية يستجيب من خلالها الفرد للمنبهات التي تتصور في مواقف معينة.
الأنثروبولوجيا المعرفية في هذا المجال تهتم بدراسة التواصل غير اللفظي للإنسان مع الانتباه إلى ما يريد العقل البشري التعبير عنه، ليس من خلال الكلمات ولكن من خلال الجسم.
تعد تعبيرات الوجه مهمة أيضًا في الحيوانات، حيث من خلالها يمكن معرفة حالتها المزاجية لأنها عاجزة عن الكلام، كما تعد تعبيرات الوجه مهمة خاصة بالنسبة للحيوانات التي تعيش في مجموعات اجتماعية كبيرة والتي تنشط خلال ساعات النهار وتحتاج إلى التعاون مع بعضها البعض والتكاثر، في المقابل ليس للحيوانات التي تميل للعيش في الليل أي تعبيرات للوجه، على الرغم من ذلك فإن العواطف لها مكونات فطرية في الكائن الحي في الواقع كل ثقافة تعبر عن الأحاسيس والعواطف المختلفة بطريقتها الخاصة.

## ليفي بروهل: «الحكمة» و «العقلية البدائية»
يُعرف لوسيان ليفي بروهيل بأنه وضع نقطة في بداية القرن العشرين، في نظرية الأصل أو كيف ينظر البدائيون ويعيشون داخل الحضارة.
وفقًا لـ Levy-Bruhl فإن البدائيين لديهم طريقة للتفكير وتعكس هذا يختلف تمامًا عن الإنسان المتحضر، لأن البدائيين لديهم إحساس قوي بالجمعيات الجماعية والاتحاد والوحدة. في قاعدة وجودهم يوجد قانون المشاركة: يتم السيطرة على حالتهم العقلية من خلال شعور غير متهور لدرجة تجعلهم يتجاوزون حدود الفردانية والموضوع الفردي ليواجهوا شيئًا أكبر أي [الجماعية]. بالنسبة للبدائيين لا يوجد مفهوم للهوية أو الذاتية. مفهوم الفردية غير موجود. أما في العقلية الجماعية لا يمكن أن تتنافس الهوية الشخصية مع تعددية الأشخاص والأشياء. يميل الإنسان البدائي إلى خلق مفهوم «معًا»؛ لا توجد حدود تؤدي إلى انفصال بين الإنسان والواقع الخارجي، حيث يعيش
في عام 1922 نشر Lévy-Bruhl في باريس أحد أهم أعماله: La mentalitè primitive («الذهنية البدائية»)، ومثيرة جدًا للاهتمام أيضًا في إيطاليا. في هذا العمل يتم توضيح مفهوم العقلية البدائية وتوضيحها مع الإشارة مرة أخرى إلى حياة الشعوب غير المتحضرة.
يركز عالم الأنثروبولوجيا قبل كل شيء على ظواهر الطقوس والتغييرات التي حدثت في حياة الإنسان البدائي الذي يدرك أن ما لا يعتمد عليه عادة هو نفسه بل وأيضاً على كل شيء. وفقًا للعقلية البدائية للإنسان فإنه من المستحيل أن يدير بنفسه جميع الأحداث والأحداث التي تتكرر، ولكن هناك حاجة ماسة إلى التعاون والاتحاد من جانب كل رجل

## أنثروبولوجيا فرانز بواس
يعرّف فرانز بواس مصطلح «الثقافة» على أنه مجموعة من التفاعلات والأنشطة العقلية ولكن أيضًا التأثيرات الجسدية، والتي تؤثر بطريقة أو بأخرى على مواقف وعادات السكان الأصليين داخل موائلهم الطبيعية والبرية، مقارنة بالفئات الاجتماعية الأخرى أو حتى أعضاء من نفس العشيرة، نتحدث مع Boas عن ملاحظة المشاركين حيث تعتبر الدراسة «الأوثق» ضرورية وذلك من خلال اتصال مباشر مع المجموعة التي تنوي الدراسة بكل خصوصياتها من البدني إلى الذهني
واحدة من أعماله الرئيسية هي «عقل الإنسان البدائي» من عام 1911 حيث يتم تسجيل جميع النتائج التي تم الحصول عليها من الأبحاث الميدانية المتعلقة ببعض المجموعات البدائية. وقد لوحظ أن كل من الخصائص العقلية والاجتماعية تتغير بشكل مستقل دون أي قيود على جزء من البيئة التي يعيشون فيها وعلى الثقافة التي تميزها. وفقًا لعالم الأنثروبولوجيا فإن فكر الرجل الوحشي البدائي ليس له فرق إذا ما قورنت بذكاء الإنسان المتحضر
أحد الجوانب المهمة لعالم الأنثروبولوجيا يتعلق بأهمية الاستجابات وردود الفعل التي قدمتها المجموعة الاجتماعية فيما يتعلق بموئلها الثقافي لوضع تطور واقع المجتمع تحت الحكم. إن التمثيل حسب رأي بواس للرعايا الفرديين في المجموعة الاجتماعية عن شخصهم، عن واقعهم الاجتماعي الخاص انعكس بدقة على ما تكرّروه في حياتهم الجماعية.
ينتقد بواس علم أنصار التطور لأنه يعرّفهم بأنهم منغلقون على الثقافات الأخرى ولوجهات النظر الأخرى والعادات الأخرى. يتعارض Boas مع «الطريقة المقارنة» ولا يقبل فكرة أن «القوانين العامة» يمكن أن توجد لأن كل ثقافة تختلف عن الأخرى: لكل منها داخل موئلها تاريخ مختلف. لا توجد ثقافة واحدة فهناك الكثير كلها مختلفة